# 丹尼爾不是真的
《丹尼爾不是真的》（英語：Daniel Isn't Real）是一部2019年美國恐怖驚悚片，由亞當·埃及·莫堤爾（Adam Egypt Mortimer）執導並與布萊恩·德萊烏（Brian DeLeeuw）共同撰寫劇本，改編自德萊烏創作的2009年小說。其主演包括邁爾斯·羅賓斯、派翠克·史瓦辛格、莎夏·蓮恩、瑪麗·史都華·麥特森及漢娜·馬克斯。故事描述大學生路克（Luke，羅賓斯飾演）幻想出的完美朋友丹尼爾（Daniel，史瓦辛格飾演）逐漸奪取他思想與靈魂的主導權。
該片於2019年3月9日在西南偏南影展上首映，後由山繆高德溫影業定於2019年12月6日在美國上映。

## 劇情
憂愁的大學新生路克深陷於來自家庭的暴力創傷，而使他再次復活了自己兒時幻想的朋友丹尼爾來幫助他度過。富有魅力和躁狂能量的丹尼爾幫助路克實現了自己的夢想，同時也將他推向了理智的邊緣並展開絕望的鬥爭之中，企圖控制他的思想——以及他的靈魂。

## 演員
- 邁爾斯·羅賓斯（英语：Miles Robbins）[5]飾演路克（Luke）
- 派翠克·史瓦辛格[5]飾演丹尼爾（Daniel）
- 莎夏·蓮恩（英语：Sasha Lane）[5]飾演凱西（Cassie）
- 瑪麗·史都華·麥特森（英语：Mary Stuart Masterson）[6]飾演克萊兒（Claire）
- 漢娜·馬克斯（英语：Hannah Marks）[5]飾演蘇菲亞（Sophie）
- 張凱蒂（英语：Katie Chang）[6]飾演咖啡師
- 麥可·庫默（Michael Cuomo）[6]飾演詹姆斯（James）
- 安德魯·布里吉（Andrew Bridges）[6]飾演李察（Richard）
- 卓克·伊烏哲[6]飾演科尼利厄斯·布朗醫生（Dr. Cornelius Brown）

## 製作
2018年7月，據報導，邁爾斯·羅賓斯、派翠克·史瓦辛格、莎夏·蓮恩和漢娜·馬克斯將共同出演超自然驚悚片《丹尼爾不是真的》；該片改編自布萊恩·德萊烏（Brian DeLeeuw）創作的2009年小說，由亞當·埃及·莫堤爾（Adam Egypt Mortimer）執導並與德萊烏共同撰寫劇本，這也是莫堤爾執導的第二部長片作品。而幽視影業的伊利亞·伍德、丹尼爾·挪亞（Daniel Noah）、喬許·C·華勒（Josh C. Waller）及麗莎·惠倫（Lisa Whalen）將在片中擔任監製，並和ACE製片公司（ACE Pictures）合作製作該片。伍德表示：「《丹尼爾不是真的》是一部風格化、性感、情感細膩的超自然驚悚片，一種每個人都隱藏於表面下的可怕面貌。」
主要拍攝於2018年7月在紐約市開始進行。

## 發行
《丹尼爾不是真的》最先於2019年3月9日在西南偏南影展上舉行全球首映。2019年6月，山繆高德溫影業取得了該片的北美院線及VOD發行權。該片定於2019年12月6日在美國上映。

## 反響
匯總媒體網站爛番茄基於20條評論，該片持有90%的新鮮度，平均評分為8.08／10。

## 外部連結
- 互联网电影数据库（IMDb）上《丹尼爾不是真的》的资料（英文）